# نبرد ساسیرتی
نبرد ساسیرتی (به گرجی: სასირეთის ბრძოლა) نبردی بود که در سال ۱۰۴۲ در روستای ساسیرتی واقع در شیدا کارتلی امروزی در طی جنگ داخلی در پادشاهی گرجستان رخ داد. در این جنگ لشکر پادشاه باگرات چهارم از یک ارباب فئودال به نام لیپاریت چهارم، دوک کلدکاری شکست سختی خورد.
۱۰۰۰ نفر از مردان وانگاری که احتمالاً جزئی از لشکر اینگوار دوردست گشا وایکینگ سوئدی بودند، به لشکر پادشاه باگرات ملحق شدند اما سرانجام لشکر بگرات شکست خورد.